# 徐世仕
徐世仕，號行我，浙江衢州府開化縣人，明朝政治人物。

## 生平
萬曆十九年（1591年）辛卯科浙江鄉試舉人，萬曆二十六年（1598年）戊戌科进士，礼部觀政，授福建福清县知县。性耿直，為官清慎，不徇情枉法，因得罪权贵，去官归里。自题联曰：「黑发归田输我旱，白头宦海任他忙。」